# 伊藤栄
伊藤 栄（いとう さかえ、1947年1月23日 - ）は、北海道出身の元騎手・調教助手。
弟は元騎手の伊藤稔。

## 経歴

### 1960年代
1966年3月に東京・中村広厩舎からデビューし、厩舎の同期には牧野三雄がいた。
同5日の東京第10競走5歳以上50万下・チエストヒメ（12頭中9着）で初騎乗 を果たすと、4月9日の中山第8競走5歳以上80万下・トパーズミオで初勝利を挙げ、翌10日の中山でも勝利して自身初の2日連続勝利、24日は初の1日2勝を記録。
9月17日の東京第7競走4歳以上オープンではグレートヨルカでミハルカスに4馬身差付けてヒシマサヒデの2着に入り、1年目の同年から2桁勝利で20勝台の26勝をマーク。師匠の中村は同年に46勝を挙げたが、46勝中18勝は伊藤の騎乗であった。　
初年度から1973年まで8年連続2桁勝利を記録し、2年目の1967年には自己最多の32勝をマーク。
1967年にはアサカオーの主戦騎手を務め、朝日杯3歳ステークスでは先行策から直線入口で先頭に立ったタケシバオーに一気に離されて3着に終わった。
1968年もアサカオーの主戦を引き続き務めるが、明け4歳初戦の京成杯でタケシバオーと同厩で6頭中5番人気のライトワールドに2馬身離されて2着、続く2月のオープンでもライトワールドにアタマ差及ばず2着に敗れ、3月のオープン勝利後は加賀武見に交代。3戦ぶりに騎乗したスプリングステークスではタニノハローモアには3馬身付けたものの、マーチスの末脚に屈して3着に終わった。
アサカオー以外では、ブラックバトーでクイーンカップを制し重賞初勝利を挙げたが、阪神4歳牝馬特別3着で桜花賞で加賀に交代。
1969年からは10勝台に落ち着くが、エドジョウで同年の京成杯3歳ステークスではアローエクスプレスの2着、1970年の東京4歳ステークスでは9頭中9番人気で3着に入った。

### 1970年代
1971年にはバンライで弥生賞を15頭中10番人気ながら4着とし、皐月賞では15頭中14番人気ながらヒカルイマイの2着、秋のカブトヤマ記念でも2着に入った。
1972年にはバンライでアメリカジョッキークラブカップはメジロアサマの2着を経て、ダイヤモンドステークスで重賞初勝利に導くと同時に自身も4年ぶりの重賞勝利を挙げ、アルゼンチンジョッキークラブカップでは3着に入った。前年夏から主戦を務めていた「花の47年組」のタケクマヒカルではNHK杯でトーヨーアサヒ・ツキサムホマレ・ストロングエイト・ノボルトウコウを抑えて5着、日本短波賞では13頭中10番人気ながらスガノホマレ・イシノヒカル・タカイホーマに次ぐと同時にハクホオショウ・タケデンバードを抑えて4着に入った。毎日王冠では森安重勝から乗り替わったハスラーでオンワードガイを抑えて勝利し、オールカマーではイナボレスの3着に入った。
1974年には弟の稔が栗東・橋田俊三厩舎から騎手デビューしたが、自身は家庭の事情で牧場管理に専念するため、東京新聞杯でタケクマヒカルをイチフジイサミ・ナスノチグサを抑えて2着に導いたのを最後に一度引退。
引退後は実家の牧場を継ぎ、テンポイントが競走中止したことで知られる第25回日本経済新春杯を制したジンクエイトを送り出したが、廃業。

### 復帰後
廃業後の1981年に騎手復帰し、3月1日の中山第2競走4歳未勝利・スガノテスコ（14頭中3着）で7年ぶりの騎乗を果たすと、同馬に騎乗した同28日の中山第3競走で7年ぶりの勝利を挙げる。復帰後の重賞初騎乗となった七夕賞ではエスパルでフジマドンナ・ジュウジアロー・ハワイアンイメージを抑えて2着に入り、同年は7勝をマーク。
1982年には青森・タケミファーム生産馬カミノスミレでドロドロの不良馬場で行われた目黒記念（春）を13頭中12番人気で快勝し、目黒記念（秋）・ステイヤーズステークス3着と牡馬に混じって健闘を続け、中長距離重賞の紅一点として活躍。ベルベットムーンでは桜花賞で22頭中14番人気ながらリーゼングロスの5着に入り、同年は復帰後初の重賞勝利を含む10勝をマーク。
1984年から1986年には3年連続2桁勝利を記録し、1985年のテレビ東京賞3歳牝馬ステークスでは13頭中12番人気のミスカツラでメジロラモーヌ・ダイナフェアリーに次ぐ4着に入った。
1988年にはタイテエム産駒の牝馬ドリームワールドでカブトヤマ記念3着に入り、1991年には5年ぶりで自身最後の2桁となる10勝をマークするが、1992年には自己最低の1勝に終わる。
1993年3月21日の中山第6競走4歳新馬・アストレジャーで最後の勝利を挙げ、同日の第7競走4歳500万下・ミミオブラッキー（13頭中8着）が最後の騎乗となり、同31日付で現役を引退。
引退後は調教助手となった。

## 騎手成績
| 通算成績 | 1着 | 2着 | 3着 | 4着以下 | 出走回数 | 勝率 | 連対率 |
| -------- | --- | --- | --- | ------- | -------- | ---- | ------ |
| 平地     | 268 | 240 | 232 | 1881    | 2621     | .102 | .194   |

主な騎乗馬
- ブラックバトー（1968年クイーンカップ）
- バンライ（1972年ダイヤモンドステークス）
- ハスラー（1972年毎日王冠）
- カミノスミレ（1982年目黒記念 (春)）